# عبد الرضا أباد
عبد الرضا أباد هي قرية في مقاطعة بارس أباد، إيران. يقدر عدد سكانها بـ 847 نسمة بحسب إحصاء 2016.